# Directorio Ulrich de publicaciones periódicas
El Directorio Ulrich de publicaciones periódicas o Ulrich’s Periodicals Directory
es una base de datos bibliográfica que provee servicios de consulta sobre las publicaciones de tipo revistas (ISSN) en el mundo entero. Incluye una enorme variedad de temas y fue publicado por primera vez en 1932 bajo el título "Periodicals Directory: A Classified Guide to a Selected List of Current Periodicals Foreign and Domestic". El nombre actual lo adquirió a partir del año 2000. La consulta de esta base implica un pago.